# Chahbounia
Chahbounia è un comune dell'Algeria, situato nella provincia di Médéa.